# Дімітрі Паєт
Дімітрі́ Пає́т (фр. Dimitri Payet, нар. 29 березня 1987, Сен-П'єрр) — французький футболіст, лівий вінгер збірної Франції.
Фіналіст Євро-2016 у складі збірної Франції.

## Клубна кар'єра
Народився 29 березня 1987 року в місті Сен-П'єрр на Реюньйоні. Вихованець місцевих юнацьких команд футбольних клубів «Сен-Філіпп» та «Сен-П'єрруаз», після яких грав у школі французького «Гавра», але 2003 року повернувся на Реюньйон в школу «Ексельсьора».
З 2004 року знаходився в структурі «Нанта», за який у дорослому футболі дебютував 2005 року, взявши за два сезони участь у 33 матчах чемпіонату.
Своєю грою за цю команду привернув увагу представників тренерського «Сент-Етьєна», до складу якого приєднався 2007 року. Відіграв за команду з Сент-Етьєна наступні чотири сезони своєї ігрової кар'єри. Більшість часу, проведеного у складі «Сент-Етьєна», був основним гравцем атакувальної ланки команди.
До складу клубу «Лілль» приєднався в червні 2011 року.
28 червня 2013 року марсельський «Олімпік» досягнув домовленості з  «Ліллем» з приводу переходу Дімітрі Паєта.
Сезон 2014/15 для Дімітрі став одним з найкращих, а головне найрезультативніших сезонів у його кар'єрі, футболіст «Марселя» оформив 7 голів і 22 «асисти».
26 червня 2015 року офіційний сайт «Вест Гем Юнайтед» підтвердив підписання Паєта, який оформив з лондонським клубом контракт на 5 років.
Проте провів в Англії лише півтора року, оскільки вже наприкінці січня 2017 було повідомлено, що англійський клуб прийняв пропозицію від нового керівництва «Марселя» про зворотній викуп гравця за 25 мільйонів фунтів, що більш ніж вдвічі перевущувала суму, за яку гравець переходив до «Вест Гема». У «Марселі» Паєт став лідером та плеймейкером команди (навіть на позиції лівого атакувального півзахисника) та основним організатором атак команди. Разом з тим, його рівень гри доволі нерегулярний та впливає на результати команди: навесні 2018, коли Паєт був у найкращій формі, він вивів команду до фіналу Ліги Європи (де передчасно залишив поле через травму), натомість в наступному сезоні Паєт показував посередню гру, а «Марсель» навіть не кваліфікувався до єврокубків. У сезоні 2019/20 «Марсель» здобув срібні медалі Ліги 1 та кваліфікувався до Ліги чемпіонів, а Паєта визнали одним з найкращих гравців сезону, зокрема, він переміг в опитуванні Eurosport на звання найкращого гравця Ліги 1.

## Виступи за збірні
Протягом 2007–2008 років залучався до складу молодіжної збірної Франції. На молодіжному рівні зіграв у 12 офіційних матчах, забив 4 голи.
2010 року дебютував у складі національної збірної Франції.
На чемпіонаті Європи 2016 року в стартовому матчі на 89-й хвилині дальнім ударом приніс своїй збірній перемогу в грі проти збірної Румунії (2:1). У другому матчі чемпіонату на 6-й доданій хвилині забив другий м'яч у ворота збірної Албанії (2:0).
Паєта очікували в складі збірної на чемпіонат світу-2018, однак через травму в фіналі Ліги Європи він змушений був пропустити турнір.

## Досягнення

### Командні
- Віце-чемпіон Європи: 2016

### Особисті
- Команда року за версією футболістів ПФА (1): 2015–16[8]